# Alice Creischer
Alice Creischer (* 1960 in Gerolstein) ist eine deutsche Konzeptkünstlerin. Sie setzt sich in ihrem Werk vorwiegend mit Themen von Macht und Wirtschaft auseinander.

## Leben
Creischer studierte Philosophie und Literatur an der Universität Düsseldorf sowie bildende Kunst an der Kunstakademie Düsseldorf. Sie war 1987/88 Meisterschülerin von Fritz Schwegler.
Creischer setzt sich in ihren Arbeiten hauptsächlich mit Themen wie Wirtschaft und Geld, Macht und Machtlosigkeit, sowie Armut und Reichtum auseinander. Sie beschäftigte sich auch theoretisch mit Kunst, indem sie in den Zeitschriften springerin, Texte zur Kunst und ANYP veröffentlichte. 2002 kuratierte Alice Creischer zusammen mit Andreas Siekmann die Ausstellung Gewalt ist der Rand aller Dinge / Violence on the Margin of All Things in der Generali Foundation in Wien. Im Jahr 2006 erhielt sie den norwegischen Edward-Munch-Preis für Gegenwartskunst. Mitglied der Jury war Roger Buergel, der Creischer im Jahr darauf zur documenta 12 einlud.
2010 kuratierte Creischer gemeinsam mit Andreas Siekmann und Max Jorge Hinderer die Ausstellung The Potosí Principle – How can we sing the song of the Lord in an alien land? für das Museo Reina Sofía in Madrid. Die kontrovers diskutierte Ausstellung zeigte erstmals Bilder aus der Malereischule von Potosi in einem musealen Kontext und konfrontierte die Werke aus dem kolonialen Lateinamerika des 17ten und 18ten Jahrhunderts mit Positionen aktueller Künstler wie Stephan Dillemuth oder Chto Delat. Die danach im Berliner Haus der Kulturen der Welt sowie im Museo Nacional de Arte und im MUSEF in La Paz gezeigte Ausstellung, entwickelte eine ganz eigene Ausstellungsgrammatik: um der musealen Entkontextualisierung, der Ästhetisierung durch den „White Cube“ zu entkommen, wurde kein Bild in traditioneller Weise an die Wand gehängt – die Kuratoren entwickelten stattdessen ein ganz eigenes System der Installation. Das „Potosi Prinzip“ stellt die Behauptung auf, dass die Moderne und die Globalisierung in Lateinamerika geboren wurden – und bereits in den Silberminen von Potosí untrennbar mit kolonialer Unterdrückung und Ausbeutung verknüpft waren.
Creischer lebt und arbeitet in Berlin sowie in Buenos Aires.

## Ausstellungen

### Einzelausstellungen
- 2010: Museo Nacional de Arte, La Paz
- 2009: MACBA, Barcelona
- 2009: Museo Reina Sofía Madrid
- 2009: Haus der Kulturen der Welt, Berlin
- 2008: The Painter's Studio: A Real Allegory Defining Seven Years of My Artistic Life und Apparat zum osmotischen Druckausgleich von Reichtum bei der Betrachtung von Armut, MACBA, Barcelona.[4]
- 2005: Apparat zum osmotischen Druckausgleich von Reichtum bei der Betrachtung von Armut, Gesellschaft für Aktuelle Kunst (GAK), Bremen.[5]
- 2001: The Greatest Happiness Principle Party, Secession, Wien.

### Teilnahme an Gruppenausstellungen (Auswahl)
- 2013: Zur Aktualisierung des Atlasses von Arntz und Neurath, mit Andreas Siekmann, K' Zentrum Aktuelle Kunst, Bremen.
- 2007: documenta 12, Kassel.
- 2005: Be what you want but stay where you are, Witte de With, Rotterdam.
- 2004: Ex Argentina – Schritte zur Flucht von der Arbeit zum Tun, Museum Ludwig, Köln.
- 2003: Die Regierung, Kunstraum der Universität Lüneburg.
- 2000: Dinge, die wir nicht verstehen, Generali Foundation, Wien.
- 2000: Gouvernementalität, Alte Kestner Gesellschaft, Hannover.
- 2000: Sidewalks, Künstlerhaus Bremen.
- 1998: Mach doch heute Lobby, Kunstbüro Wien.[6]
- 1994: Freundschaftsspiel, Kunsthalle Düsseldorf.